# Furnică de foc neagră importată
Furnica de foc neagră importată (Solenopsis richteri), sau simplu BIFA, este o specie de furnici din genul Solenopsis (furnici de foc). S-a crezut mult timp că este fie o subspecie, fie o variație de culoare a lui Solenopsis invicta (furnică de foc importată roșie, sau pur și simplu RIFA), dar acum este recunoscută ca propria sa specie cu un areal și obiceiuri de viață demonstrativ diferite. BIFA par a fi mai tolerante la frig și o specie mai puțin dominantă decât RIFA. Datorită conținutului de apă BIFA mai mare decât concluziile RIFA demonstrează că un anumit factor joacă un rol în diferențele dintre regiunile vii  
Specia este originară din America de Sud, dar a fost introdusă în America de Nord. În Statele Unite, evaluarea oficială este că BIFA sunt limitate la nord-estul extrem al statului Mississippi, nord-vestul Alabamei și câteva comitate din sud din Tennessee, deși acest lucru poate reflecta o subestimare a arealului lor. Începând cu aprilie 2013, raza lor de acțiune a fost găsită până la nord, până în zone din Virginia, iar din iulie 2016 au fost raportate lângă coasta Carolinei de Sud. De la înregistrările din 2013, această specie a fost colectată în NE Arkansasului, în mai multe localități din comitatul Craighead. Aceste colecții sunt probabil rezultatul amenajării recente a proiectelor de construcții noi.
Toate înțepăturile furnicilor de foc importate vor produce o pustulă sterilă care este utilă pentru a le distinge de înțepăturile sau mușcăturile altor insecte. Pustulele sunt înconjurate de umflătură înroșită (whea) cu roșeață (eritem) extinzându-se dincolo (flare). Gradul de reacție la înțepăturile de furnici de foc importate este variabil în funcție de cantitatea de anticorpi alergici (IgE) pe care un individ a format-o deja. Pot exista, de asemenea, diferențe în veninul celor două specii care au ca rezultat formarea mai pronunțată de erupții după înțepături de la BIFA.